# Месть (сезон 3)
Третий сезон американской прайм-тайм мыльной оперы «Месть» стартовал на канале ABC 29 сентября 2013 года. Сезон состоит из двадцати двух эпизодов. После провального второго сезона автор сериала Майк Келли был уволен с поста исполнительного продюсера и шоураннера, а Сунил Наяра в свою очередь занял его место. Реконструкция шоу не помогла ему вернуть аудиторию, и премьера привлекла на 25 процентов меньше зрителей, чем старт второго сезона осенью 2012 года. Из-за стремительного падения рейтингов, канал принял решение переместить сериал с девятичасового слота, на десять вечера, начиная с 9 марта 2014 года.

## Производство
10 мая 2013 года ABC продлил сериал на третий сезон. Позже было объявлено, что третий сезон будет разделен на две части, первые десять эпизодов будут показаны до нового года, после чего сериал уйдет на перерыв вплоть до 9 марта 2014 года. «Месть», наравне с четырьмя другими мыльными драмами канала («Нэшвилл», «Скандал», «Однажды в сказке» и «Анатомия страсти»), переходит таким образом в телесезоне 2013-14 годов на новый формат вещания, из двух блоков, транслирующихся практически без перерывов.
В ходе производства Эшли Мадекве была уволена после двух сезонов, и появилась лишь в премьерном эпизоде сезона. Джастин Хартли получил второстепенную роль давно потерянного сына Виктории в июле 2013 года, а следом Карин Ванасс присоединилась к шоу на несколько эпизодов в качестве французской женщины из прошлого Даниэла.

## Актёры и персонажи
| - Мэделин Стоу — Виктория Грейсон - Эмили Ванкэмп — Эмили Торн / Аманда Кларк - Габриэль Манн — Нолан Росс - Генри Черни — Конрад Грейсон - Ник Векслер — Джек Портер - Джошуа Боуман — Даниэл Грейсон - Барри Слоан — Эйдан Матис - Криста Б. Аллен — Шарлотта Грейсон | - Гейл О’Грэйди — Стиви Грейсон - Джастин Хартли — Патрик Харпер - Карин Ванасс — Марго Лемаршалл - Джеймс Таппер — Дэвид Кларк - Роджер Барт — Лео «Мейсон» Тредуэлл - Джеймс Легро — Пол Уитли - Аннабелл Стивенсон — Сара | - Эшли Мадекве — Эшли Давенпорт - Диого Моргадо — Хорхе Велес - Ана Ортис — Биззи Престон |

## Эпизоды
| № общий | № в сезоне | Название                         | Режиссёр            | Автор сценария                     | Дата премьеры    | Зрители в США (млн) |
| --- | ---------- | -------------------------------- | ------------------- | ---------------------------------- | ---------------- | ------------------- |
| 45 | 1          | «Страх» «Fear»                   | Кеннет Финк         | Сунил Наяр                         | 29 сентября 2013 | 8,11                |
| Звуки вечеринки у моря наполняют ночь. К Эмили Торн, одетой в красивое белое платье приближается кто-то на палубе. Она говорит: “Я сожалею”. Раздается выстрел, и её белое платье окрашивается красной кровью. Эмили падает за борт и волны поглощают её. Повествование возвращается на два месяца назад. Много времени проходит с того дня, когда Эмили открыла Джеку истину, что на самом деле она его первая любовь, Аманда Кларк. Эмили по-прежнему встречается с Даниэлом. Они обсуждают предстоящий День памяти. Это будет своеобразным воссоединением семьи, учитывая, что никто ничего не слышал о Виктории последние шесть месяцев, так как она была занята её давно потерянным сын, Патриком; а Шарлотта жила за рубежом после потери Деклана и их ребенка. Нолана освобождают. Эшли Дэвенпорт ставит себя на радар мести Эмили. Шарлотта приходит в шок, когда встречает брата, которого она никогда не знала. Она отпугивает её нового братца. Виктории грустно видеть, что Патрик собирается возвращаться домой. "Заяц" был закрыт. Его владелец, Джек Портер, вернулся на лето к своей семье. Эмили извиняется, что не сказала ему правду раньше. Джек утверждает, что он понимает её, так как сам теперь чувствует узы любви ребенка к отцу. Он страстно целует Эмили, чтобы понять, что он чувствует к ней. Эмили приходит в шок, когда он говорит, что он ничего не чувствует. Он сохранит её секрет, но просит оставить их с Карлом в покое. День памяти наступает. Эмили предлагает Конраду бутылку с водой, чтобы успокоить его перед открытием его портрета. Конрад выходит на сцену, чтобы произнести речь, но рухает на землю. В больнице доктор Велес открывает семье правду, что у Конрада болезнь Хантингтона. Она прогрессирует и будет иметь смертельный исход. Это означает, что ему придется уйти с политического поста. Эмили устраняет Эшли и зачеркивает её фотографию знакомым красным крестом. Джек советует Эмили закончить то, что она делает в конце лета, или он будет вынужден сказать правду. Эмили выбирает 8 августа - день её свадьбы с Даниэлом. Нолан рисует эту дату, как двойной знак бесконечности. У Виктории появляется неожиданный посетитель - Эйден, утверждающий, что хочет уничтожить девушку по соседству. |            |                                  |                     |                                    |                  |                     |
| 46 | 2          | «Грех» «Sin»                     | Джон Скотт          | Джо Фаццио                         | 6 октября 2013   | 6,84                |
| Эйдан собирается достать доказательства для Виктории о связи Нолана и Эмили. Виктория устраивает семейный ужин, чтобы познакомить со всеми своего сына Патрика. Эмили разрушает жизнь отца Пола, но в итоге придумывает план, как всё исправить и разоблачить Конрада. |            |                                  |                     |                                    |                  |                     |
| 47 | 3          | «Признание» «Confession»         | Мэтт Эрл Бисли      | Салли Патрик                       | 13 октября 2013  | 6,00                |
| Нолан устраивает вечеринку на новоселье и приглашает на неё Патрика, сына Виктории. Сама Виктория приходит под руку с Эйданом Матисом. Отец Пол приезжает к Конраду. Эмили становится свидетелем страшной аварии. |            |                                  |                     |                                    |                  |                     |
| 48 | 4          | «Милосердие» «Mercy»             | Дж. Миллер Тобин    | Карин Гист                         | 20 октября 2013  | 6,16                |
| План Эмили по разоблачению Конрада проваливается, так как погиб отец Пол. Виктория приобретает картинную галерею, чтобы не зависеть от мужа. Нолан наводит справки о Патрике. Выясняется, что аварию мог кто-то подстроить. |            |                                  |                     |                                    |                  |                     |
| 49 | 5          | «Контроль» «Control»             | Эллисон Лидди-Браун | Тед Салливан                       | 27 октября 2013  | 5,71                |
| Марго устраивает вечеринку по поводу выхода журнала. Джек на неё не приходит. Виктория, Эмили и Шарлотта примеряют платья на свадьбу. Выясняется, кто подстроил автокатастрофу. Дэниел и Эмили наконец мирятся. |            |                                  |                     |                                    |                  |                     |
| 50 | 6          | «Распад» «Dissolution»           | Бобби Рот           | Гретхен Дж. Берг                   | 3 ноября 2013    | 6,33                |
| Конрад решает продать поместье Грейсонов, не поставив в известие членов семьи. Эйдан и Эмили придумывают коварный план, чтобы сделка не состоялась. Патрику приходится уехать. Джек узнаёт о том, что Нолан знал о реальной личности Эмили. Это пошатнуло их дружбу. Дэвид встречает давнюю подругу. |            |                                  |                     |                                    |                  |                     |
| 51 | 7          | «Возрождение» «Resurgence»       | Джон Скотт          | Кристофер Файф                     | 10 ноября 2013   | 5,49                |
| Эмили пытается разрушить планы пиар-агента семьи Грейсонов. Свидание Джека и Марго проходит не очень гладко, потом они примиряются. Сара, по мнению Виктории, может стать камнем преткновения между Эмили и Дэниелем. |            |                                  |                     |                                    |                  |                     |
| 52 | 8          | «Скрытность» «Secrecy»           | Колин Бакси         | Салли Патрик                       | 17 ноября 2013   | 5,81                |
| Виктория устраивает грандиозный девичник с играми и приглашает на него первого мужа Эмили в надежде испортить помолвку сына. Эйдан переезжает к Нолану, оказывает услугу Шарлотте. Джек не доверяет ему. Дэниел проводит ночь с Сарой, и Эмили идёт на отчаянный шаг, чтобы свадьба состоялась. |            |                                  |                     |                                    |                  |                     |
| 53 | 9          | «Капитуляция» «Surrender»        | Дженнифер Гетцингер | Джо Фаццио                         | 8 декабря 2013   | 6,04                |
| В город приезжает старая знакомая, чью информацию намеревается использовать Марго для разоблачение Конрада. О беременности теперь знают все. Сара решает покончить с Дэниелом. Эмили проходит обряд перед "главной битвой". Виктория отказывается появляться на свадьбе. |            |                                  |                     |                                    |                  |                     |
| 54 | 10         | «Исход» «Exodus»                 | Кеннет Финк         | Сунил Наяр и Карин Гист            | 15 декабря 2013  | 6.22                |
| День свадьбы. Все собрались на долгожданное торжество. Лидия не входила в планы Эмили, но она появилась на борту яхты. Из-за неё всё идёт не по плану. На палубе у Эмили и Виктории завязывается разговор, в котором Эмили признаётся, что не любит Дэниела. Эйдан заставляет Викторию заснуть, но Дэниел слышит это разговор, будучи пьяным. Выхватывает пистолет и делает два выстрела. Эйдан и Джек ждут Эмили на берегу, но видят только окровавленное белое свадебное платье. |            |                                  |                     |                                    |                  |                     |
| 55 | 11         | «Возвращение домой» «Homecoming» | Мэтт Эрл Бисли      | Тед Салливан                       | 5 января 2014    | 6,69                |
| Эмили жива, но ранена. Она добирается до лодки, с которой её уже отправляют в больницу. Дэниел решает признаться в содеянном, но его родители подставляют Лидию Дэвис. Эйдан и Нолан пытаются забрать Эмили из больницы, но у неё амнезия, она не помнит, кто она. В этом состоянии она говорит Шарлотте то, что не должна - кое-что из её жизни Аманды Кларк. Джек решает прийти к ней в больницу и заставить её всё вспомнить. |            |                                  |                     |                                    |                  |                     |
| 56 | 12         | «Выносливость» «Endurance»       | Сэнфорд Букставер   | Салли Патрик                       | 12 января 2014   | 5,71                |
| Виктория забирает Эмили домой. Ника ухаживает за ней и даёт понять ей, что её месть не закончена. Патрик крадёт шкатулку у Нолана, но тот вовремя её подменяет. Эмили делает заявление о том, кто в неё стрелял. Она остаётся мстить, а Эйдан уходит. |            |                                  |                     |                                    |                  |                     |
| 57 | 13         | «Ненависть» «Hatred»             | Джон Терлески       | Гретхен Дж. Берг и Аарон Хербертс  | 19 января 2014   | 5,37                |
| Дэниел объявил Эмили войну. Сара остаётся ночевать у него. Они решают уехать в Италию. У Эмили случаются провалы в памяти, она пытается избавиться от Сары. Виктория рассказывает Патрику правду о его отце. Конрад выгоняет Дэниела из журнала. Джек и Марго находятся в поиске дома. К семье Грейсонов пожаловал очередной гость. |            |                                  |                     |                                    |                  |                     |
| 58 | 14         | «Расплата» «Payback»             | Ромео Тироне        | Сунил Найяр и Кристофер Файф       | 9 марта 2014     | 6,60                |
| У Эмили продолжаются провалы в памяти. Нико уезжает. Шарлотта получает работу в Ву-Ле. К Джеку приезжает его мать. |            |                                  |                     |                                    |                  |                     |
| 59 | 15         | «Борьба» «Struggle»              | Кристофер Мизиано   | Майкл Дж. Синкуемани               | 16 марта 2014    | 6,24                |
| Стиви собирается задержаться в Хэмптонсе. Оказывается, она долгое время страдала от алкоголизма, поэтому и не могла вернуться к Джеку. Эмили наконец справляется с провалами в памяти с помощью Эйдана. Дэниел нанимает сыщика, чтобы следить за женой. Патрик уезжает, чтобы начать жизнь заново. |            |                                  |                     |                                    |                  |                     |
| 60 | 16         | «Позор» «Disgrace»               | Мэтт Шекман         | Шеннон Госс                        | 23 марта 2014    | 5,66                |
| Все в Хэмптоне собираются в оперу. Паскаль собирается задержаться на некоторое время в Нью-Йорке, Марго этому не рада. К Нолану приезжает знакомый по тюрьме Ксавье, который помогает ему и Джеку выкрасть информацию об отце Эмили. В прессу просачивается известие о том, что Эмили не была беременна, но это оказалось очередной её уловкой; всё идёт по плану. |            |                                  |                     |                                    |                  |                     |
| 61 | 17         | «Зависимость» «Addiction»        | Тара Николь Вейр    | Джо Фаззио                         | 30 марта 2014    | 5,25                |
| Эмили устраивает благотворительный вечер, чтобы привлечь Паскаля, но позже она понимает, что Паскаль записывает её и не собирается помогать ей. Виктория сближается с Паскалем. Ксавье пытается понравиться Шарлотте. Эмили просит Эйдана помочь с новыми уликами. |            |                                  |                     |                                    |                  |                     |
| 62 | 18         | «Кровь» «Blood»                  | Венди Станцлер      | Карин Гист                         | 6 апреля 2014    | 5,16                |
| Эмили и Эйдан отправляются домой к Эйдану, к его матери. Паскаль отказывается сотрудничать с Конрадом. Ксавье случайно пробалтывается Шарлотте о том, что помогал Джеку и Нолану. Виктория навещает Мэйсон Тредвуэла в тюрьме. После этого его находят мёртвым в камере. Всплывает имя: Оскар Чапмен. |            |                                  |                     |                                    |                  |                     |
| 63 | 19         | «Преданность» «Allegiance»       | Дженнифер Уилкинсон | Тед Салливан                       | 13 апреля 2014   | 5,26                |
| В город приезжает Люк Гиллиам, который становится новой жертвой Эмили. Ксавье соглашается на встречу с Дэвидом. Нолан находит зацепку по Оскару Чапмену и объявляет Дэниелу войну. |            |                                  |                     |                                    |                  |                     |
| 64 | 20         | «Революция» «Revolution»         | Кристофер Мур       | Сунил Найяр и Майкл Дж. Синкуемани | 27 апреля 2014   | 5,19                |
| Шарлотте приходит странное письмо, она идёт с ним к Джеку. Эмили проворачивает уловку, чтобы заставить Паскаля сотрудничать. Приложение Ксавье даёт сбой и Дэниел его увольняет. Конрад и Паскаль решают поговорить. |            |                                  |                     |                                    |                  |                     |
| 65 | 21         | «Стимул» «Impetus»               | Дж. Миллер Тобин    | Гретхен Дж. Берг и Аарон Хербертс  | 4 мая 2014       | 4,98                |
| Оказывается, Шарлотту похитили Эйдан, Эмили и Нолан, чтобы заставить Конрада и Викторию признаться. Марго сомневается, что смерть её отца несчастный случай. Дэниел указывает детективам на Эмили, чтобы они её проверили. Нолан взламывает базу полиции и изменяет данные, чем её спасает. Джек не выдерживает страданий Шарлотты и отпускает её до того, как Конрад успел признаться, но на Шарлотте была камера, поэтому крики старшего Грейсона слышал весь мир. |            |                                  |                     |                                    |                  |                     |
| 66 | 22         | «Казнь» «Execution»              | Кеннет Финк         | Сунил Найяр и Джо Фаззио           | 11 мая 2014      | 4,87                |
| Тело Паскаля отправляют во Францию. Конраду отказано в выходе под залог. Эйдан по плану Эмили приходит к её детскому психологу Мишель Бэнкс, чтобы на этот раз отомстить Виктории, но у неё свой коварный план. Она узнаёт кто на самом деле Эмили Торн. Гидеон создаёт компромат на Дэниела. А Конрад как-то выходит на свободу и встречает старого друга. Виктория повержена. |            |                                  |                     |                                    |                  |                     |